# Alcimochthes
Alcimochthes is een geslacht van spinnen uit de  familie van de Thomisidae (krabspinnen).

## Soorten
- Alcimochthes limbatus Simon, 1885
- Alcimochthes melanophthalmus Simon, 1903
- Alcimochthes meridionalis Tang & Li, 2009